# Latenstid
Inden for medicinen er latenstid eller latensperiode  den tid, der går, fra man fx smittes med en virus eller anden mikroorganisme, til symptomerne på smitten viser sig. jf. inkubationstid. 
Inden for psykologi drejer det sig om den tid, der går, fra man fx præsenteres for et billede eller anden påvirkning via sansesystemerne, til man reagerer på denne påvirkning.
I muskelfysiologi er latenstiden, den tid der går, mellem at en muskel udsættes for et elektrisk stimulus, til at den begynder at trække sig sammen.
| Lægevidenskab | Spire Denne artikel om lægevidenskab er en spire som bør udbygges. Du er velkommen til at hjælpe Wikipedia ved at udvide den. |